# Campoplex forticosta
Campoplex forticosta là một loài tò vò trong họ Ichneumonidae.